# Liesticka
Ej att förväxla med  stryksticka (tändsticka)

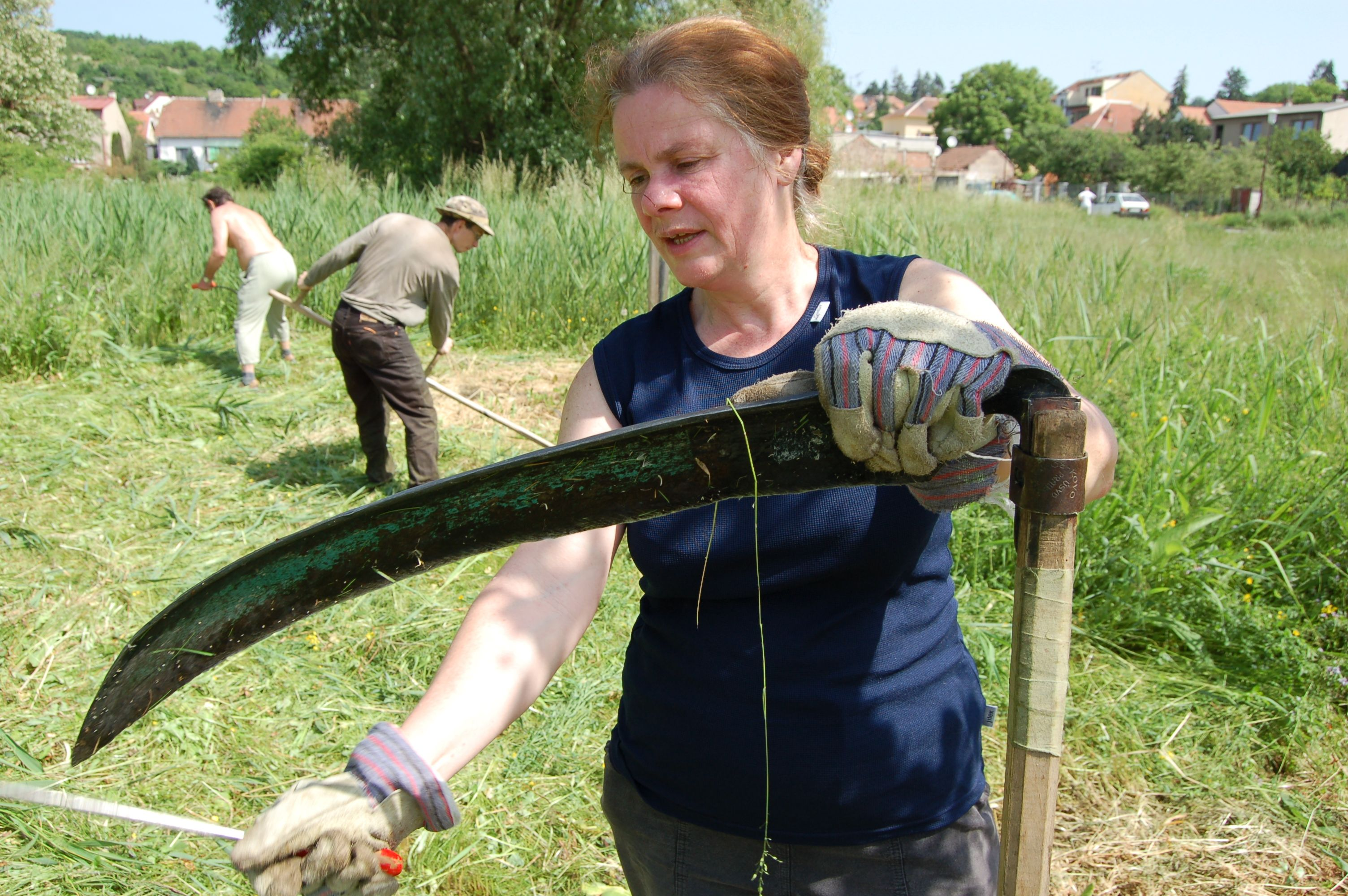
Skärpning med liesticka vid slåtter i Tjeckien

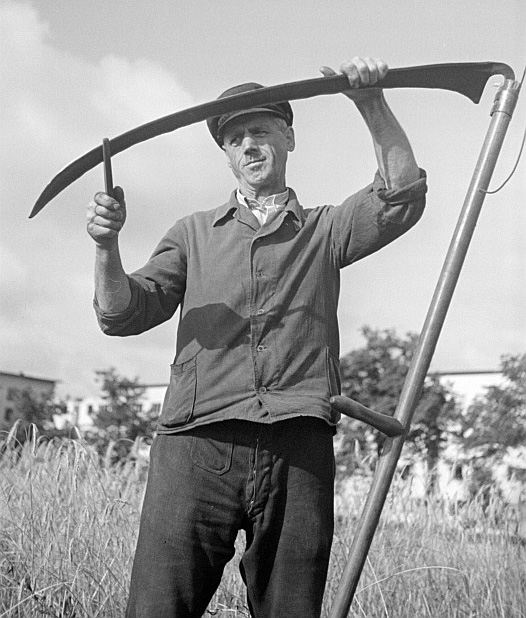
Skärpning av lieegg i Tyskland 1945.
Foto: Abraham Pisarek

Liesticka, stryksticka, strykspån, vispesticka eller lievisp är ett verktyg för att skärpa eggen på ett lieblad (eller en liknande egg på till exempel en skära). Den har samma funktion som en strigel av läder för en rakkniv för att med tätt mellanrum justera eggens skärpa.
En god grundegg skapas genom att slipa liebladet på en stor roterande slipsten. För uppskärpning av lien under pauser i arbetet används ett bryne, en mindre, ovalt formad tillplattad slipsten med flata kanter som man håller i ena handen. För att uppnå den slutliga skarpa eggen används en liesticka.
Stickan kan vara av rent trä, exempelvis i Sverige ek, al eller björk. Den kan också vara av trä med en bestrykning av ett med fin sand eller smärgelpulver blandat bindemedel (som beck] eller harts), på den ena sidan eller på bägge sidorna.  På Gotland har exempelvis traditionellt använts "sigdspån", en bredare sticka en beläggning av finkrossad sandsten som blandats med litet vatten.
En modern liesticka kan ha olika form, men vanligt är att den är en platt pinne på cirka 40-50 centimeter, som är bestruken med slipmedel på båda sidor.